# مها العساكر
مها العساكر هي مصورة كويتية تقيم في مدينة نيويورك. اشتهرت بمشروعها "نساء الكويت"، وهو مشروع يركز على التقاط صور للنساء الكويتيات في غرف نومهن. وقد عرضت أعمالها في معارض في مدينة نيويورك، والكويت، ولندن، والإمارات العربية المتحدة.

## الحياة والعمل
ولدت مها في الكويت. بدأت مسيرتها المهنية كمصورة فوتوغرافية مستقلة في عام 2008 قبل أن تعمل مع مجلة ماري كلير في الكويت. في عام 2013، انتقلت إلى مدينة نيويورك ودرست التصوير الفوتوغرافي في المركز الدولي للتصوير الفوتوغرافي، وتخرجت في عام 2014.

## المعارض
- نساء الكويت (2017)[4]
- النسوية في الشتات العربي والإسلامي (2017)[5]
- التسامي (2017)[6][7]
- إلغاء المادة 153 (2016[8]
- ليه ليو في استوديو SoAm (2015)[9]
- الفن على الورق (2015)[10][11]
- مشروع ميامي (2014)[2]
- مزاد ArtWalk – الذكرى السنوية العشرين (2014)[12]